# Bandeira do Vietname
A bandeira do Vietname foi adoptada a 30 de Novembro de 1955. Contém uma estrela amarela de cinco pontas sobre um fundo de cor vermelho, símbolo do socialismo.
O nome da bandeira é "bandeira vermelha com estrela brilhante amarela". O vermelho simboliza os objetivos da revolução social por trás do levante nacional vietnamita. A estrela representa as cinco principais classes da sociedade vietnamita: intelectuais, agricultores, trabalhadores, empresários e militares.
A bandeira foi usada pelo Viet Minh, uma organização liderada por comunistas criada em 1941 para se opor à ocupação japonesa. No final da Segunda Guerra Mundial, o líder do Viet Minh Ho Chi Minh proclamou um Vietname independente e assinou um decreto em 5 de setembro de 1945, adoptando como bandeira a bandeira do Vietname do Norte.  A República Democrática do Vietname tornou-se o governo norte-vietnamita em 1954 após os Acordos de Genebra. A bandeira foi modificada em 30 de novembro de 1955 para tornar as bordas da estrela mais nítidas. Até o final da Guerra do Vietname, em 1975, o Vietname do Sul usava uma bandeira amarela com três listras vermelhas. A bandeira vermelha do Vietname do Norte foi adoptada mais tarde como bandeira do Vietname unificado em 1976.